# 大马酮
大马酮（英語：Damascone）是一类有机化合物，存在于精油中，有α、β等同分异构体，分子式C13H20O。